# Жабінець (Ключборський повіт)
Жабінець (пол. Żabiniec, нім. Fabianswalde) — село в Польщі, у гміні Ключборк Ключборського повіту Опольського воєводства.
Населення — 236 осіб (2011).
У 1975-1998 роках село належало до Опольського воєводства.

## Демографія
Демографічна структура станом на 31 березня 2011 року:
|          | Загалом | Допрацездатний вік | Працездатний вік | Постпрацездатний вік |
| -------- | ------- | ------------------ | ---------------- | -------------------- |
| Чоловіки | 112     | 18                 | 80               | 14                   |
| Жінки    | 124     | 20                 | 76               | 28                   |
| Разом    | 236     | 38                 | 156              | 42                   |